# Nunkiní
Nunkiní es una localidad del estado mexicano de Campeche. Es parte del municipio de Calkiní.
La Localidad tiene el título de Junta Municipal la cual abarca las localidades de: Nunkiní, Pucnachén, San Nicolas, Santa Cruz Ex-Hacienda, Tankuché y Santa María.

## Toponimia
El nombre «Nunkiní» proviene de los términos en maya num, camino; K’iin, sol. Su significado es «camino del sol».

## Demografía
| Gráfica de evolución demográfica |
|                                  |

| Censo | Población |
| ----- | --------- |
| 1900  | 1794      |
| 1910  | 2034      |
| 1921  | 1906      |
| 1930  | 1873      |
| 1940  | 1813      |
| 1950  | 2075      |
| 1960  | 2480      |
| 1970  | 2690      |
| 1980  | 3124      |
| 1990  | 4258      |
| 2000  | 5159      |
| 2010  | 5859      |
| 2020  | 6485      |